# Última defensa

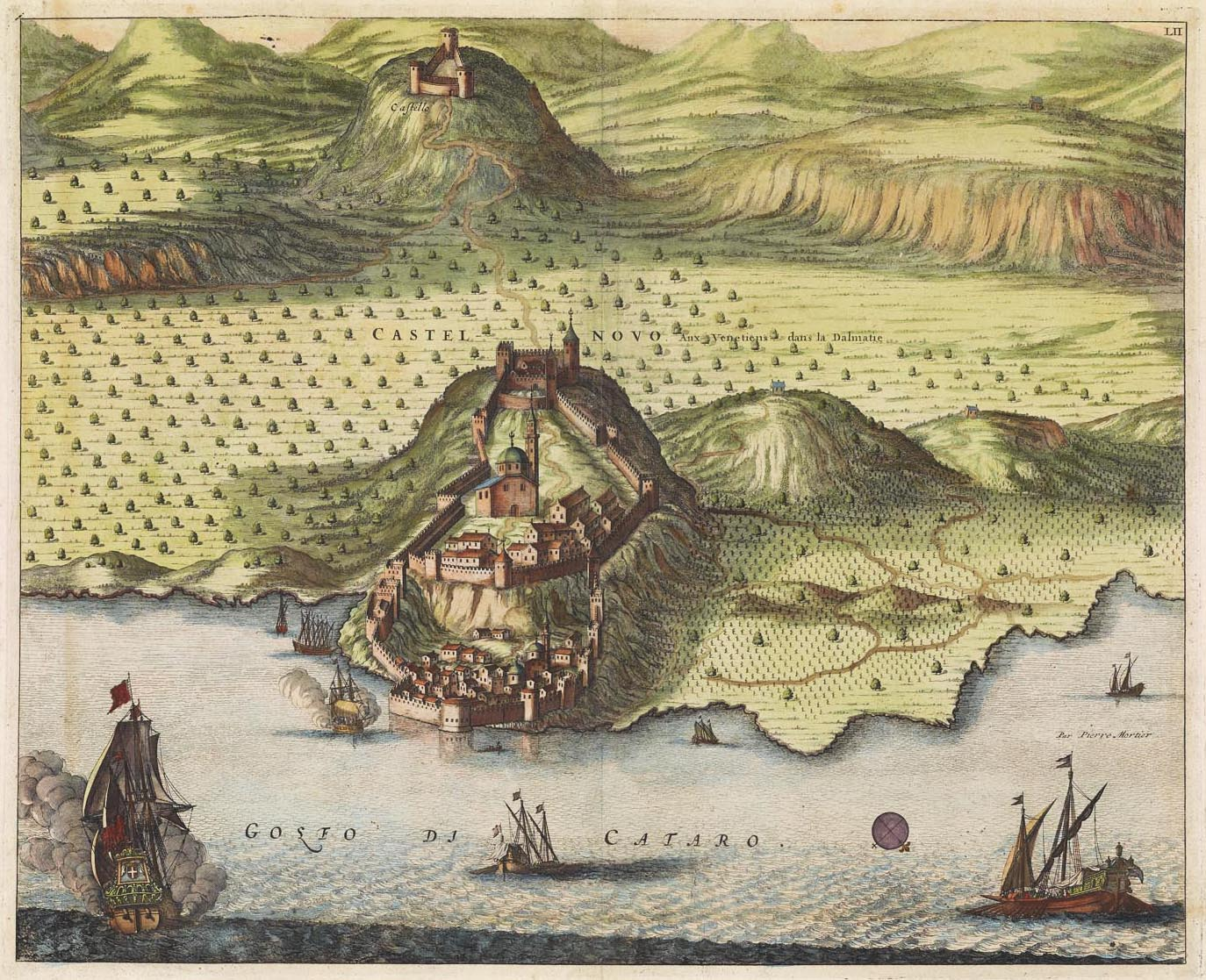
Sitio de Castelnuovo, Julio de 1539, con la defensa hasta el último hombre de 4000 soldados de Carlos I, de los cuales 3500 españoles, contra más de 50.000 otomanos.

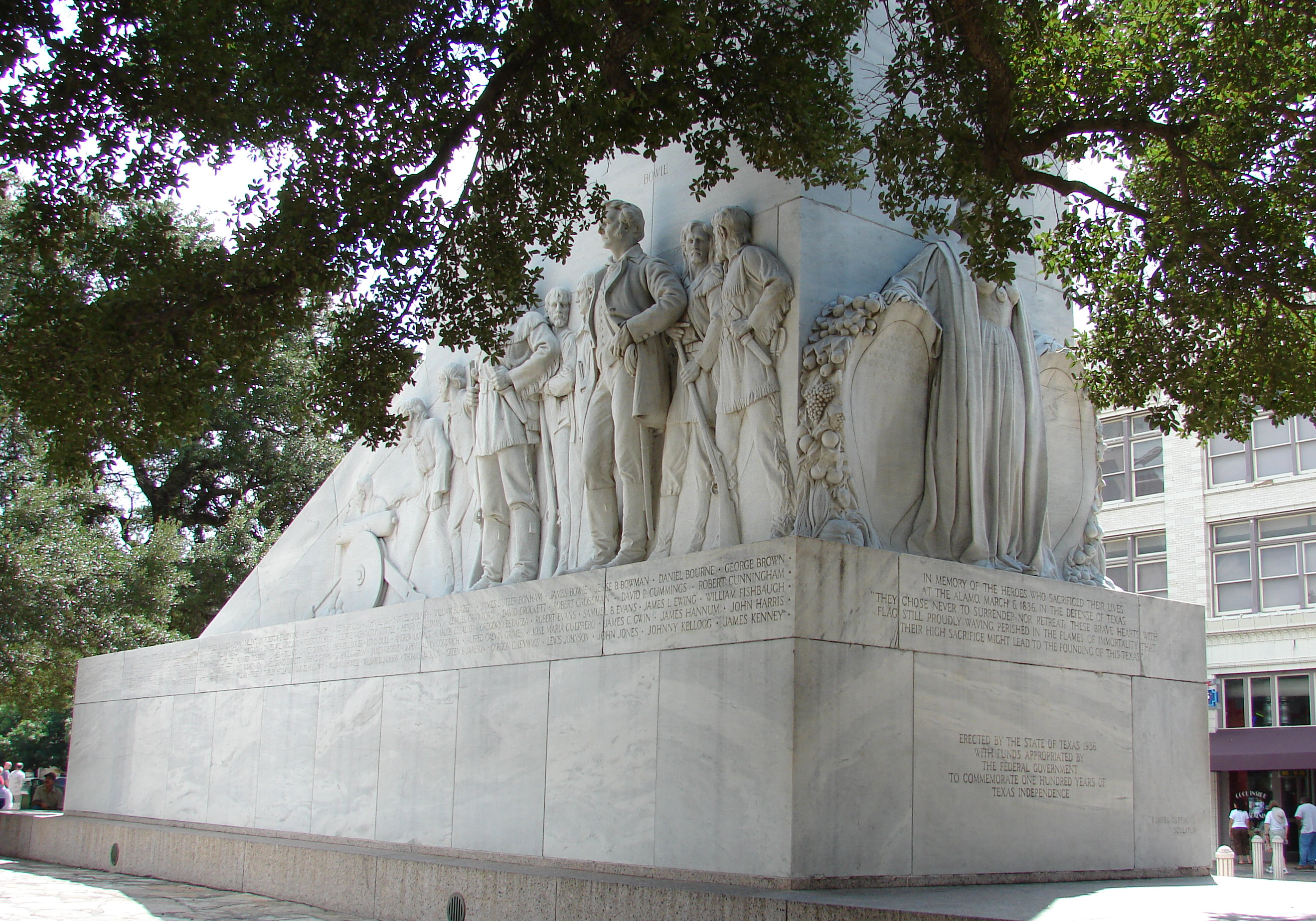
Memorial de guerra por los muertos en la épica derrota militar del sitio de El Álamo (1836)

Última defensa es un concepto militar que describe la situación en la que un cuerpo de tropas en inferioridad numérica, ocupa una posición defensiva para hacer frente a la embestida de un cuerpo enemigo que le supera en número enormemente, por lo que a resultas del encuentro la inmensa mayoría, cuando no la totalidad, de los defensores acabarán muriendo sin poder evitar la derrota militar. Un claro y célebre ejemplo es el Sitio de Castelnuovo, en 1539, en el contexto de la guerra entre los imperios español y otomano por el control del Mediterráneo. 
El historiador militar Bryan Perret señala que la mayoría de últimas defensas a lo largo de la historia muestran cómo a pesar de los desesperados intentos de los defensores para resistir un día más, la práctica totalidad de últimas defensas desembocan en la inevitable derrota militar , como el caso del teniente coronel Custer al final de la Batalla de Little Big Horn, siendo un caso excepcional el de la Batalla de Rorke's Drift. 
La última defensa se ha usado habitualmente como táctica de último recurso cuando una unidad militar se encuentra en una situación desesperada y se designa un pequeño cuerpo para cubrir la retirada del resto de las tropas. Otras veces surge como parte de una estrategia cuando los defensores consideran que su sacrificio es esencial para que el resto del ejército alcance la victoria final en una batalla o en campaña militar, como en el caso de la última defensa a la Batalla de las Termópilas durante la segunda guerra médica. Finalmente también puede darse una última defensa por consideraciones morales, cuando los combatientes llegan a la conclusión de que continuar defendiéndose desesperadamente es mejor opción que no entregarse o rendirse por razones morales como en el caso del sitio de El Álamo, los últimos de Filipinas, o la batalla de Berlín, que acabaron con la subsiguiente e inevitable derrota militar por la abrumadora inferioridad numérica.

## Última defensa como táctica y como estrategia
Una situación puede desembocar en una última defensa por varios motivos. Si una unidad se ve copada por unas tropas enemigas muy superiores, puede verse forzada a destacar un cuerpo reducido para llevar a cabo una última defensa pues de lo contrario toda la unidad sería derrotada inmediatamente. En este caso la táctica consiste en que un grupo mantenga la posición defensa tanto tiempo como pueda mientras el cuerpo principal de tropas se retira con su cobertura. Si no se procediera de esta manera podría darse el caso que todas las tropas en retirada terminaran siendo capturadas o aniquiladas en la persecución emprendida por el ejército enemigo. De esta manera el cuerpo destacado para la última defensa trata de obstaculizar tanto tiempo como le sea posible el avance del ejército enemigo cubriendo la retaguardia de la retirada, tal como sucedió durante la Batalla de Dunkerque que permitió la Evacuación de Dunkerque por las tropas aliadas en junio de 1940.
También se puede dar una última defensa cuando toda una unidad no encuentra una escapatoria posible por causa de la geografía circundante o la imposibilidad de recibir cobertura en medio de una batalla, resultando en que mantener la defensa es la única opción viable dado que el alternativa supondría la destrucción total de la unidad; esta situación es la que se encontró la infantería realista inglesa en Wadborough Hill, cuando durante la retirada de la Batalla de Naseby (1645, guerra civil inglesa) plantó una desesperada última defensa.
La última defensa también se puede plantear en términos estratégicos cuando los defensores consideran que su sacrificio es esencial para que el resto del ejército alcance la victoria final en una batalla o en campaña militar, como en el caso de la última defensa a la Batalla de las Termópilas durante la segunda guerra médica.

## Última defensa como deber moral

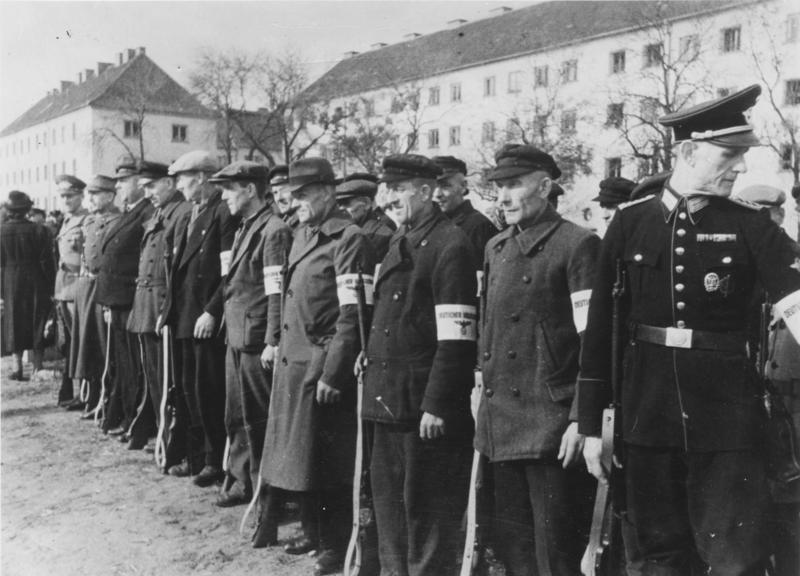
El Volkssturm preparado para la última defensa en la Batalla de Berlín (1945)

El concepto también se ha utilizado para describir el tono de la última batalla de una guerra, cuando las tropas del ejército que inexorablemente será finalmente derrotado consideran que es su deber no rendirse y seguir luchando manteniendo una defensa desesperada aunque no tenga ninguna lógica militar. Así procedió el ejército realista al final de la guerra civil inglesa en la Batalla de Stow-on-the-Wold, al sitio de Baler - los últimos de Filipinas-, al final de la Guerra Hispano-estadounidense, o en la batalla de Berlín al final de la Segunda Guerra Mundial. Otras veces se dan últimas defensas cuando aunque no se trate del final de la guerra, la unidad considera que debe continuar la defensa aunque no tenga ninguna posibilidad de evitar la derrota a fin de mantener el prestigio del cuerpo militar en el que pertenece, tal fue el caso de la Batalla de la Isla Wake (1941) donde un destacamento formado mayoritariamente por el Cuerpo de Marines de los Estados Unidos presentó una última defensa de la Isla Wake ante un desembarco anfibio japonés mucho más numeroso; finalmente, de los cerca de 600 militares (de los cuales 449 eran marinas) y 1.146 civiles que defendieron la isla, 120 fueron muertos, 49 quedaron heridos, 2 desaparecieron y 1.537 quedaron como prisioneros de guerra después de rendirse al no tener ya más medios para continuar defendiéndose.
Una situación de asedio también puede desembocar en una última defensa si las tropas sitiadas rechazan rendirse a pesar de no tener ninguna posibilidad de evitar la derrota tal como sucedió en el asedio de El Álamo. Las últimas defensas al final de un asedio se convirtieron menos frecuentes después de la entrada en vigor de los convenios de La Haya; antes del siglo XX si una guarnición sitiada se negaba a aceptar los términos de capitulación que le ofrecía la fuerza enemiga, forzando así a lanzar un asalto final, entonces en medio del asalto final los asaltantes sólo ofrecían cuartel-perdón de la vida según su discreción, matando a los defensores aunque estos estuvieran desarmados, pues con la obstinación por mantener una defensa inútil, en términos militares, habían provocado la muerte innecesaria de gran cantidad de tropas asaltantes. En el marco del derecho de la guerra actual, fruto de los convenios de La Haya "... está especialmente prohibido - ... matar o herir a un enemigo que haya depuesto las armas, o no teniendo medios para defenderse se haya rendido a discreción », así mismo está prohibido a las tropas sitiadoras« declarar que no se dará cuartel ... », de manera que ya no es legal matar a una guarnición si se rinde, aunque con anterioridad haya rehusado rendirse provocando que tuviera que lanzarse un asalto final.
Un ejemplo en Latinoamérica ocurrió en la campaña terrestre de la guerra del Pacífico, donde tuvo lugar la defensa del morro de Arica, hacia donde se replegaban los defensores Peruanos frente a un asalto masivo del ejército Chileno, cayendo en acción casi todos los soldados y marineros, entre ellos el Coronel Francisco Bolognesi y el Capitán Juan Guillermo Moore, quien estaba decidido a morir luchando para pagar la perdida de la fragata blindada Independencia, cayendo con él su antigua tripulación.

## Última defensa: la épica de la derrota

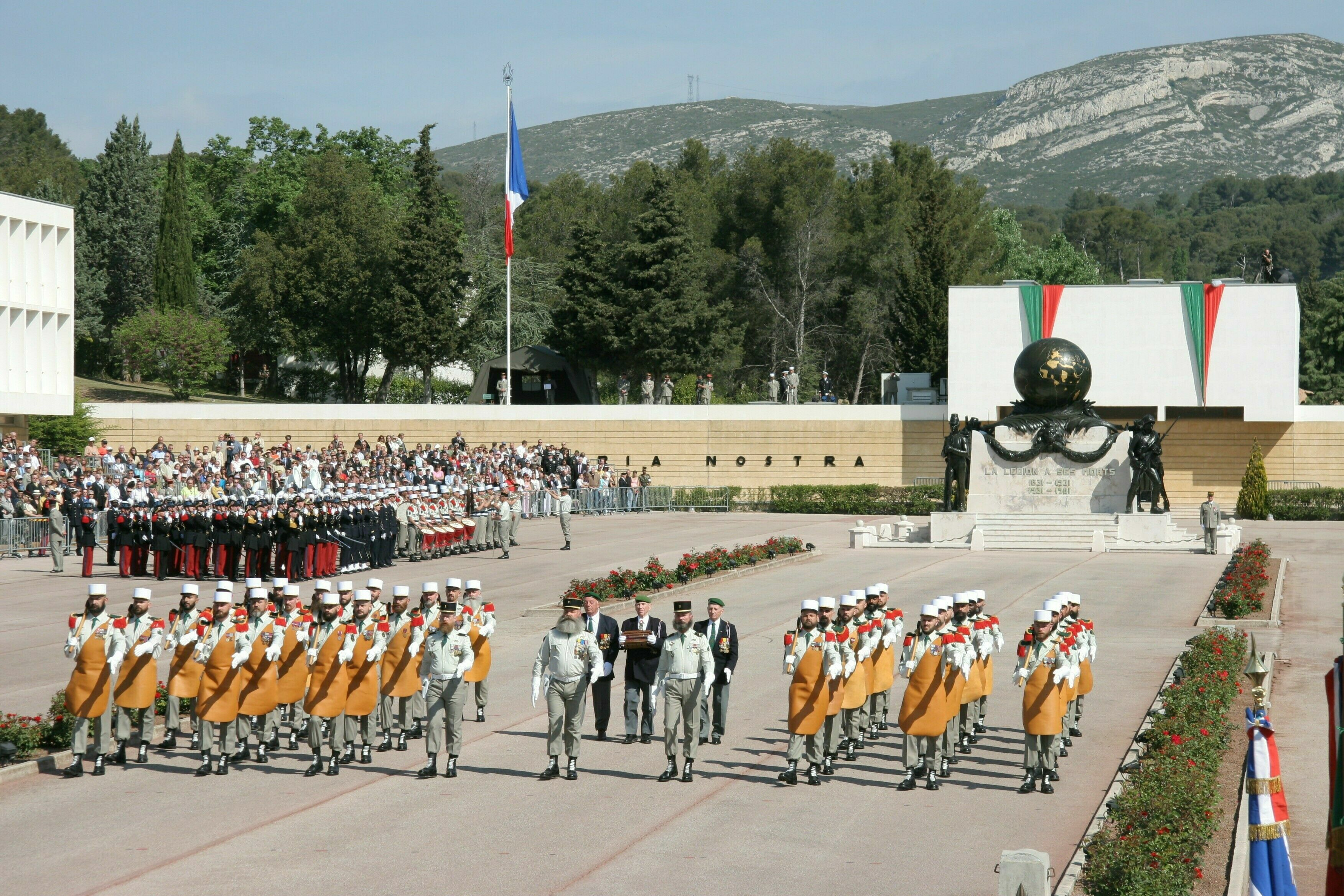
La Legión Extranjera Francesa conmemora cada año en su cuartel general de Aubagne la derrota sufrida en la Batalla de Camarón (México, 1863)

La vasta mayoría de últimas defensas a lo largo de la historia han sido derrotas militares, pero sin embargo han sido conmemoradas y glorificadas debido a la atracción que siente el imaginario popular por la valentía demostrada en la derrota. El historiador Nathaniel Philbrick sostiene que mucho antes de la glorificación de la derrota y muerte del teniente coronel George Armstrong Custer la épica de las últimas defensas han conmocionado las conciencias humanas. Las variaciones son infinitas, desde los espartanos en las Termópilas hasta Davy Crockett en El Álamo, pero todos ellos tienen en común que narran la historia de unos héroes valerosos e intratables al frente de su pequeño grupo contra un enemigo que los supera desproporcionadamente.
Aunque las probabilidades de sobrevivir son ínfimas, el héroe y sus seguidores luchan noblemente hasta el final y se siguen sacrificando en la defensa hasta que ya no quedan hombres de pie hábiles para proseguir la lucha. A pesar de que los héroes son derrotados en la batalla final, su derrota es el mayor de los triunfos y será recordada por todos los tiempos. Estas derrotas épicas son conmemoradas anualmente a fin de recordar a los muertos habidos en la batalla, tal y como por ejemplo hace la Legión Extranjera Francesa con la derrota sufrida en la Batalla de Camarón (México, 1863) en la que 62 legionarios franceses se enfrentaron a 2.000 mexicanos, resultando 43 muertos y 19 acabaron rindiéndose, de los cuales 17 estaban heridos. Asimismo es habitual la construcción de memoriales de guerra para conmemorar los muertos en una última defensa, y así por ejemplo el 1892 el gobierno francés solicitó al gobierno mexicano permiso para erigir un monumento conmemorativo en el campo de batalla de Camarón con una placa que recuerda a aquellos legionarios franceses que fueron épicamente derrotados.
Del mismo modo el campo de batalla de Little Big Horn hay memoriales de guerra que recuerdan la derrota sufrida por el ejército estadounidense y los muertos habidos en batalla, un ejemplo en la guerra naval ha sido el combate de Iquique de 1879, donde la Chilena Corbeta Esmeralda libró un desigual combate contra el Peruano Monitor Huascar, en el cual la tripulación defendió la Esmeralda hasta hundirse llegando al extremo de intentar tres abordajes al blindado, siendo que por un lado existe una réplica de la Esmeralda que conmemora el combate y por el otro el propio blindado bajo bandera Chilena especifica en la actualidad el punto del barco donde murieron los comandantes Prat, Grau y Thompson.
Otro ejemplo de la épica de la derrota es la defensa final de Constantinopla frente a los Otomanos en 1453, donde el emperador Constantino XI, último emperador de los romanos junto a sus seguidores más leales libra heroicamente un combate final contra los Turcos que ya habían traspasado las gruesas murallas de Teodosio, muriendo en combate y aunque su cabeza fue entregada a Mehmet II el Conquistador, su cuerpo fue sepultado en su capital con todos los honores.